# Marco Antonio Primo
Marco Antonio Primo (latino: Marcus Antonius Primus; Tolosa, 40 circa – Tolosa, 100) è stato un politico e militare dell'Impero romano.

## Biografia
Ricevette nella sua fanciullezza il soprannome di Becco, che indicava in gallico il becco di un gallo. In seguito andò a Roma e raggiunse la dignità senatoriale;  ma essendo stato condannando per falso (falsum) sotto la lex Cornelia durante il principato di Nerone, fu espulso dal Senato e bandito dalla città.
Dopo la morte di Nerone (68), fu ristabilito nel rango di senatore da Galba e fu inviato al comando della settima legione, che presidiava la Pannonia. Si ritiene che abbia scritto ad Otone, offrendogli di prendere il comando delle sue forze;  ma poiché Otone rifiutò l'offerta, non lo appoggiò nella lotta contro Vitellio. Quando le fortune di quest'ultimo cominciarono a declinare (69), Antonio fu uno dei primi generali in Europa a dichiararsi a favore di Vespasiano rendendogli i favori più importanti.
Era ben qualificato per svolgere un ruolo importante in una guerra civile, essendo coraggioso nell'azione, pronto nel discorso, senza scrupoli nell'uso dei mezzi, ugualmente pronto a saccheggiare e corrompere nonché in possesso di considerevoli abilità militari. Fu grazie alla sua influenza che le legioni stanziate in Moesia ed in Pannonia si schierarono con Vespasiano. Mentre gli altri generali di Vespasiano erano dell'opinione che sarebbe stato meglio rimanere in Pannonia ad attendere l'arrivo di Muciano, che stava marciando da est alla testa di un potente esercito di Vespasiano, Antonio al contrario sollecitò un'invasione immediata dell'Italia. La sua energia vinse tutte le opposizioni.
Senza attendere che l'esercito fosse pronto, Antonio, con un piccolo corpo di truppe scelte ed accompagnato da Arrio Varo, che aveva guadagnato grande fama sotto Corbulone nella guerra contro gli Armeni, attraversò le Alpi e si spinse in Italia.  Qui ottenne grandi successi: conquistò parecchie città nel nord Italia e a Patavium (Padova) fu raggiunto da due legioni che lo avevano seguito da nord. A Patavium concesse alle sue truppe un breve periodo di riposo, quindi marciò su Verona che conquistò.
Intanto Aulo Cecina Alieno, che era stato inviato da Vitellio alla testa di un grande esercito per contrastarlo, non adottò le misure necessarie contro di lui nonostante le sue forze superiori avrebbero potuto facilmente ricacciare Antonio via dall'Italia. Sembra al contrario che meditasse di voler tradire Vitellio e passare dalla parte di Vespasiano.. Poco tempo dopo altre tre legioni attraversarono le Alpi e si unirono ad Antonio, ora alla testa di cinque legioni. La sua autorità di comando era inferiore a quella ripartita fra due generali di rango consolare, T. Ampio Flaviano, governatore della Pannonia, ed Aponio Saturnino, governatore della Moesia.  Ma un'insurrezione dei soldati lo liberò di questi rivali che furono costretti ad abbandonare l'accampamento. Antonio ostentò grande indignazione per questi atti, ma molti credono che l'ammutinamento fosse stato istigato da lui stesso per poter ottenere più facilmente il comando di tutte le legioni.
L'esercito di Cecina Alieno nel frattempo fu gettato in grande confusione dal tradimento del suo comandante, che aveva tentato di persuadere le truppe ad abbandonare Vitellio e ad abbracciare la causa di Vespasiano; non riuscendo nel suo tentativo, Cecina Alieno fu arrestato e gettato in catene e nuovi comandanti furono scelti dai soldati al suo posto. Antonio decise di sfruttare queste circostanze favorevoli per attaccare immediatamente l'esercito di Vitellio. Di conseguenza partì dai suoi accampamenti presso Verona per avanzare fino a Bedriacum, una località a poca distanza da Cremona, dove fu combattuta la battaglia decisiva. L'imprudenza di Arrio Varo, che aveva attaccato il nemico troppo presto ed era stato respinto con molte perdite, gettò l'esercito di Antonio nella confusione e a momenti causava la perdita della battaglia. Antonio riuscì ad arrestare la rotta dei suoi soltanto uccidendo uno dei suoi vessilliferi che era in fuga e conducendo i suoi uomini contro il nemico tenendo lo stendardo con le sue mani.
La vittoria alla fine arrise ad Antonio Primo ed il nemico fuggì in gran confusione riparando a Cremona.  Nella notte Antonio fu attaccato da un altro esercito di Vitellio, costituito da sei legioni che avevano stazionato ad Hostilia (Ostiglia) e che erano state immediatamente inviate contro Antonio non appena avevano saputo della sconfitta dei loro camerati. L'abilità ed il valore di Antonio Primo assicurarono di nuovo la vittoria alle sue truppe dopo un'altra dura battaglia. Alla mattina marciò contro Cremona, che fu obbligata ad arrendersi dopo una difesa vigorosa. L'infelice città fu saccheggiata e messa a fuoco. Dopo quattro giorni di saccheggio incessante, durante il quale furono perpetrate le atrocità più orribili, l'intera città fu rasa al suolo.
Finora Antonio Primo si era comportato con moderazione e cautela; ma, come accade frequentemente, il successo rivelò il suo carattere crudele e rese evidente la cupidigia, l'orgoglio e altri difetti. D'ora in poi trattò l'Italia come un paese conquistato e, per mantenere la sua popolarità tra i soldati, concesse loro ogni genere di licenza. Muciano, che era geloso del suo successo e che avrebbe desiderato riservare a sé la gloria di concludere la guerra, scrisse ad Antonio suggerendogli cautela, invitandolo ad attendere, anche se scriveva le sue lettere in modo tale che la responsabilità di tutte le azioni ricadesse su Antonio. Ma con gli ufficiali di Antonio si espresse più apertamente, cercando così di trattenere Antonio nell'Italia settentrionale.
Antonio, tuttavia, non aveva un temperamento tale da accettare tali interferenze e quindi scrisse a Vespasiano, esaltando le proprie imprese ed attaccando segretamente Muciano. Senza tener conto dei desideri di questi, attraversò gli Appennini nel mezzo dell'inverno e marciò diritto su Roma. Raggiunto Ocriculum si fermò per alcuni giorni. I suoi soldati, i cui appetiti erano stati stimolati dal sacco di Cremona e che erano impazienti di saziarsi con le spoglie di Roma, furono indignati di questo ritardo ed accusarono il loro generale di tradimento. È probabile che Antonio, che aveva visto che sarebbe stato difficile trattenere i suoi soldati, temesse di attirarsi l'odio generale e la disistima di Vespasiano, se le truppe avessero saccheggiato la città imperiale.  Ma qualunque fossero i suoi motivi o le sue intenzioni, accaddero delle circostanze che posero fine alla sua inattività.  Arrivò infatti la notizia che Tito Flavio Sabino, fratello di Vespasiano che ricopriva la carica di Praefectus Urbis, si era rifugiato nel Campidoglio ed era assediato dalle truppe di Vitellio.
Di conseguenza Antonio marciò immediatamente su Roma, ma prima che potesse raggiungerla il Campidoglio era stato bruciato e Flavio Sabino ucciso. Arrivato ai sobborghi, cercò di impedire ai suoi di entrare nella città fino al giorno seguente; ma i soldati, che vedevano la preda davanti ai loro occhi, chiesero di essere condotti immediatamente all'attacco. Antonio fu obbligato a cedere; divise il suo esercito in tre corpi e diede gli ordini per l'assalto. Le truppe di Vitellio combatterono con il coraggio della disperazione; scacciate dai sobborghi, continuarono il combattimento nelle vie della città e la lotta continuò per molti giorni. Alla fine i soldati di Vitellio furono sconfitti dappertutto e l'imperatore stesso messo a morte. Subito dopo Domiziano, che era a Roma, ricevette il nome di Cesare ed Arrio Varo fu incaricato del comando della Guardia pretoriana; ma il governo e tutto il potere erano nelle mani di Antonio. La sua rapacità non conobbe limiti e osò persino saccheggiare il palazzo imperiale, come durante il sacco di Cremona.
Il Senato succube degli eventi  gli concesse gli onori consolari; ma il suo potere durò soltanto per un breve periodo. Muciano raggiunse Roma subito dopo la morte di Vitellio ed immediatamente fu accolto dal Senato e dalla città intera come padrone. Benché Antonio fosse ridotto così ad una posizione secondaria, Muciano era ancora sospettoso di lui e, quindi, non gli permise di accompagnare Domiziano nella sua spedizione in Germania; al che Antonio fu così indignato e risentito che si recò da Vespasiano ad Alessandria.
Antonio Primo Non fu ricevuto da Vespasiano nel modo che si aspettava e che pensava di meritare; benché lo trattasse con bontà e considerazione in virtù dei grandi servizi che gli aveva reso, il nuovo imperatore in cuor suo lo guardava con avversione e sospetto a causa delle accuse di Muciano e del comportamento troppo orgoglioso (Tacito: Historiae II. 86, III - IV passim; Cassio Dione Cocceiano, Storia romana, LXV.9-18; Giuseppe Flavio: Guerra giudaica IV, 11). Questa è l'ultima volta che Antonio Primo fu citato da Tacito; ma sappiamo da Marziale, che era un amico di Antonio Primo, che quest'ultimo era ancora vivo quando Traiano salì al potere.  Secondo un epigramma, probabilmente pubblicato nel 100, cioè durante il secondo anno del principato di Traiano, Antonio sarebbe stato nel suo settantacinquesimo anno di vita. (Marziale X. 23, cfr.: X. 32, IX 99)
X 23
Iam numerat placido felix Antonius aevo
Quindecies actas Primus Olympiadas
Praeteritosque dies et tutos respicit annos
Nec metuit Lethes iam propioris aquas.
5 Nulla recordanti lux est ingrata gravisque;
Nulla fuit, cuius non meminisse velit.
Ampliat aetatis spatium sibi vir bonus: hoc est
Vivere bis, vita posse priore frui.
X 32
Haec mihi quae colitur violis pictura rosisque,
Quos referat voltus, Caediciane, rogas?
Talis erat Marcus mediis Antonius annis
Primus: in hoc iuvenem se videt ore senex.
5 Ars utinam mores animumque effingere posset!
Pulchrior in terris nulla tabella foret.
IX 99
Marcus amat nostras Antonius, Attice, Musas,
Charta salutatrix si modo vera refert:
Marcus Palladiae non infitianda Tolosae
Gloria, quem genuit Pacis alumna Quies.
5 Tu qui longa potes dispendia ferre viarum,
I, liber, absentis pignus amicitiae.
Vilis eras, fateor, si te nunc mitteret emptor;
Grande tui pretium muneris auctor erit:
Multum, crede mihi, refert, a fonte bibatur
10 Quae fluit, an pigro quae stupet unda lacu.